# Charlotte Sibi
Charlotte Sibi (26 décembre 1901 à Iași - 26 mai 1989 à Iași) a été une professeur roumaine de langue et de littérature française et une personnalité culturelle roumaine d’origine française.

## Biographie
Son père, Joseph Sibi était français, professeur au Collège national de Iași et Agent Consulaire de France, sa mère, Hortense, était d’origine allemande. Une de ses sœur, Marie Sibi, fut médecin et professeur de biochimie à la Faculté de médecine de Iași.
Après ses études secondaires au lycée Notre-Dame de Sion de Iași, Charlotte Sibi se réfugie en France avec sa famille pendant la Première Guerre mondiale, où son père est blessé. Après la guerre, elle rentre à Iași et passe son baccalauréat. Elle étudie le français à la Faculté de lettres de l’Université Cuza de Iași dont elle est licenciée en 1928. Après avoir terminé le séminaire pédagogique (1929), elle devient professeur de français au lycée de filles « Carmen Sylva » de Botoșani (1930). Elle y crée une bibliothèque française et y enseignera de 1930 à 1949. Elle collabore à la revue catholique de Iași Lumina Creștinului. Elle est auteur de 7 manuels de langue et littérature française pour les élèves des classes de collège et lycée.
Douée d’une intelligence, d’un charisme et d’une mémoire hors du commun, Charlotte Sibi connaissait parfaitement le latin et le grec ancien, le français, le roumain, l'allemand et l’anglais.
Charlotte Sibi était une personne très croyante et une professeur exigeante mais généreuse, respectée et admirée par ses élèves. Peu de temps après l’instauration du régime communiste, Charlotte Sibi a été renvoyée définitivement de l’enseignement public à cause de ses origines française, bourgeoises et du fait que, catholique pratiquante, elle refusa de nier publiquement l’existence de Dieu lors d’une inspection dans sa classe.
Des années ’50 jusqu’à sa mort en 1989, Charlotte Sibi recevra chez elle, à Iași, 12, rue Pallady, des centaines d’enfants à qui elle donnera des leçons particulières de français. Plusieurs générations d’élèves de Charlotte Sibi, donneront à la ville de Iași et au monde de très nombreux intellectuels, universitaires, professeurs et médecins de renom.  
Ses anciens élèves se sont réunis vingt ans après sa mort, en mai 2009, au Centre Culturel Français (CCF) de Iași. Ils ont alors créé une association portant son nom et dont le bulletin s’appelle « Les cahiers de Charlotte ». En décembre 2009, la première édition du Concours de connaissance de la France et du français Charlotte Sibi a été organisé au CCF de Iași. En 2010, sa maison reçu la visite de M. Henri Paul, ambassadeur de France en Roumanie et la médiathèque du CCF de Iași a été baptisée « Charlotte Sibi ». En 2011, paraîtra la première biographie de la célèbre professeur franco-roumaine de Iași, (auteur Olivier Dumas, ed. Institutul European, Iasi).

## Livres publiés
- Carte de limba franceză pentru clasa III-a liceelor şi gimnaziilor, Cartea Românească, Bucureşti, 1930
- Livre de français à l’usage des élèves de la IVe classe secondaire, B. Saidman, Botoşani, 1936
- Livre de français à l’usage des élèves de la Ve classe secondaire, B. Saidman, Botoşani, 1936
- Livre de français à l’usage des élèves de la VIe classe secondaire, B. Saidman, Botoşani, 1936
- Livre de français à l’usage des élèves de la VIIe classe secondaire, B. Saidman, Botoşani, 1936
- Livre de français à l’usage des élèves de la VIIIe classe secondaire, B. Saidman, Botoşani, 1936